# Пісня сміливих дівчат
Пісня сміливих дівчат — дебютний сингл українського музичного гурту  «KAZKA» із альбому «NIRVANA», що вперше з'явилася 14 червня 2019. Автор слів Сергій Локшин, автор музики Сергій Єрмолаєв та Андрій Ігнатченко.  
Виконавиця: Олександра Заріцька.

## Популярність
У 2019, пісня  увійшла в топ-10 річного чарту на 10 місці, а у 2020 у топ-50 посівши 32 місце. 
Є третьою найпопулярнішою піснею гурту. 
Входить до найпопулярніших кліпів у YouTube , станом на квітень 2021 перебуває там на 6-му місці.

## Звинувачення у плагіаті
Критику викликала схожість до пісні «PIRI» корейського гурту Dreamcatcher. Андрій Уренев, автор музики, пояснив схожість використанням того ж самого семплу з бібліотеки royalty-free, який є у вільному доступі й використання якого не може вважатись крадіжкою.

## Музичне відео
Початково пісня з'явилася на YouTube-каналі гурту лише у аудіо версії 14 червня 2019 року. Згодом, 13 серпня 2020 року на YouTube з'явилося офіційне музичне відео на пісню «Пісня сміливих дівчат». Режисером відеороботи виступила Саванна Сетен.

### Що думає про свою роботу гурт?
Олександра Заріцька, висловилася так:

Це яскравий фемінно-орієнтований кліп про внутрішню силу, єдність і розширення можливостей жінок у соціумі в калейдоскопі візуально багатих люмінесцентних краєвидів Дубая . 